# Río Tamampaya
Río Tamampaya är ett vattendrag i Bolivia.   Det ligger i departementet La Paz, i den centrala delen av landet, 400 km nordväst om huvudstaden Sucre.
I omgivningarna runt Río Tamampaya växer i huvudsak städsegrön lövskog. Runt Río Tamampaya är det glesbefolkat, med 8 invånare per kvadratkilometer.